# IC 2490
IC 2490 — галактика типу Sbc (компактна витягнута спіральна галактика) у сузір'ї Лев.
Цей об'єкт міститься в оригінальній редакції індексного каталогу.